# Iván Navarro
Iván Navarro (Alicante, 19 ottobre 1981) è un ex tennista spagnolo.

## Biografia
Ha raggiunto il suo più alto ranking nel singolo il 2 marzo 2009, con la 67ª posizione, mentre nel doppio ha raggiunto il 127º posto lo stesso giorno.